# Tonko Lonza
Tonko Lonza (Zaton, 28. rujna 1930. − 23. prosinca 2018.) bio je hrvatski kazališni, televizijski i filmski glumac i kazališni pedagog.

## Životopis
Rodio se je u Zatonu kod Dubrovnika. U mladačkoj dobi nije imao glumačkih ambicija. Završio gimnaziju u Dubrovniku. Poslije srednje bio je aktivni radio-amater. Pošao je u Zagreb studirati strojarstvo no već tijekom prvog semestra odlučio se prebaciti na glumu.
Studirao je glumu u istom gradu. 1955. je godine diplomirao na Akademiji dramske umjetnosti. Angažman je našao u Dramskome kazalištu Gavella u kojemu je do 1968. godine. Naredno desetljeće je u zagrebačkom HNK-u. Od 1953. glumio je na Dubrovačkim ljetnim igrama. Profesor je na Akademiji dramske umjetnosti u Zagrebu od 1981. godine.

## Nagrade i priznanja
Dobio je Nagradu "Vladimir Nazor" za životno djelo 1992. godine.

## Filmografija

### Televizijske uloge
- "Olujne tišine 1895-1995" kao Franjo Josip I. (1997.)
- "Aleksa Šantić" kao javni tužilac Regl (1992.)
- "Zagrljaj" kao Albert (1988.)
- "Stoljetna eskadra" (1961.)

### Filmske uloge
- "Ljubavni život domobrana" kao Sašin tata (2009.)
- "Kenjac" kao Paško (2009.)
- "Tajna Branka Gavelle" kao gost dokumentarca (2002.)
- "Ne zaboravi me" (1996.)
- "Sedma kronika" kao doktor (1996.)
- "Gospa" (1995.)
- "Kontesa Dora" kao Teodor Pejačević (1993.)
- "Moj brat Aleksa" (1991.)
- "Kapetan Amerika" kao Tadijev mentor (1990.)
- "Karneval, anđeo i prah" kao Albert (segment "Anđeo") (1990.)
- "Donator" kao Ambroise Vollard (1989.)
- "Glembajevi" kao Ignjat-Naci Glembay (1988.)
- "Mala pljačka vlaka" kao carski inspektor (1984.)
- "Euripid - Ifigenija u Aulidi" kao Agamemnon (1983.) - TV-kazališna predstava
- "U logoru" (1983.)
- "Pad Italije" kao fra Blago (1981.)
- "Ujak Vanja" kao Srebrjakov (1981.)
- "Poglavlje iz života Augusta Šenoe" (1981.)
- "Špijunska veza" (1980.)
- "Pjesma od rastanka" (1979.)
- "Novinar" kao glavni urednik Mirko (1979.)
- "Aretej" (1978.)
- "Car se zabavlja" (1975.)
- "Timon" (1973.)
- "Čovjek koga nema" (1972.)
- "Lov na jelene" kao doktor (1972.)
- "Kainov znak" kao Petar Filipović (1970.)
- "Ožiljak" (1969.)
- "Maskerata" (1968.)
- "Vrijeme rakova" (1967.)
- "Četvrta dimenzija" (1965.)
- "Obredna ogrlica" (1964.)
- "Korupcija u palači pravde" (1964.)
- "Građanin Dahlke" (1962.)
- "Signali nad gradom" kao bojnik Lukarić (1960.)
- "Nestali pomaže istragu" (1960.)
- "Vrata ostaju otvorena" (1959.)

### Ostalo
- "Grad od igara, igre od grada - prvih sedam desetljeća" kao gost dokumentarca (2019.) - postumni intervju i arhivska snimka

## Vanjske poveznice
- Tonko Lonza u internetskoj bazi filmova IMDb-u (engl.)